# Tadeusz Trziszka
Tadeusz Trziszka (* 30. Januar 1948 in Bystrzyca Kłodzka, Polen) ist Professor für Agrarwissenschaften. 2016 wurde er für eine 4-jährige Kadenz zum Rektor der Naturwissenschaftlichen Universität Breslau (Uniwersytet Przyrodniczy we Wrocławiu) gewählt.

## Leben
Tadeusz Trziszka absolvierte ein Landwirtschafts-Technikum, welches er 1967 abschloss. Danach nahm er ein Studium an der Höheren Landwirtschaftsschule in Breslau auf. Nach seinem Studiumsabschluss 1972 begann er Tätigkeit am Institut für Lagerhaltung und Lebensmitteltechnologie an der Landwirtschaftsakademie Breslau. 1977 promovierte Tadeusz Trziszka, seine Habilitation erfolgte 1988. 1994 wurde ihm der Professoren-Titel verliehen.
1996 bis 2002 war er Prorektor der Hochschule für den Bereich Internationale Zusammenarbeit und Hochschulentwicklung. Zum Leiter des Lehrstuhls für Tierhaltung und Qualitätsmanagement wurde Tadeusz Trziszka 1997.
Ab 2012 war er Prorektor für Wissenschaft und Innovationen und stellte sich 2016 erfolgreich zur Wahl zum Rektor der Naturwissenschaftlichen Universität, seine Kadenz endete 2020. 2019 wurde ihm von der Medizinischen Universität Breslau die Ehrendoktorwürde verliehen.

## Wissenschaftliche Arbeit
Zur wissenschaftlichen Ausbildung und Forschung war Tadeusz Trziszka mehrfach an ausländischen Hochschulen zu Gast. Unter anderem 1978 an der Eidgenössischen Technischen Hochschule Zürich und 1985 bis 1986 mit einem Stipendium der Alexander-von-Humboldt-Stiftung an der Universität Stuttgart-Hohenheim.
Schwerpunkt Tadeusz Trziszkas ist die Lebensmitteltechnologie. Er war Leiter des EU-finanzierten Projekt POIG – OVOCURA, bei welchem 28 Patente zur Biotechnologie entstanden, welche auf die Behandlung von verschiedenen Krankheiten vor allem des Nervensystems abzielen.
Weiterhin ist er Koordinator des Projekts KIC Food4future.